# 北斗星君

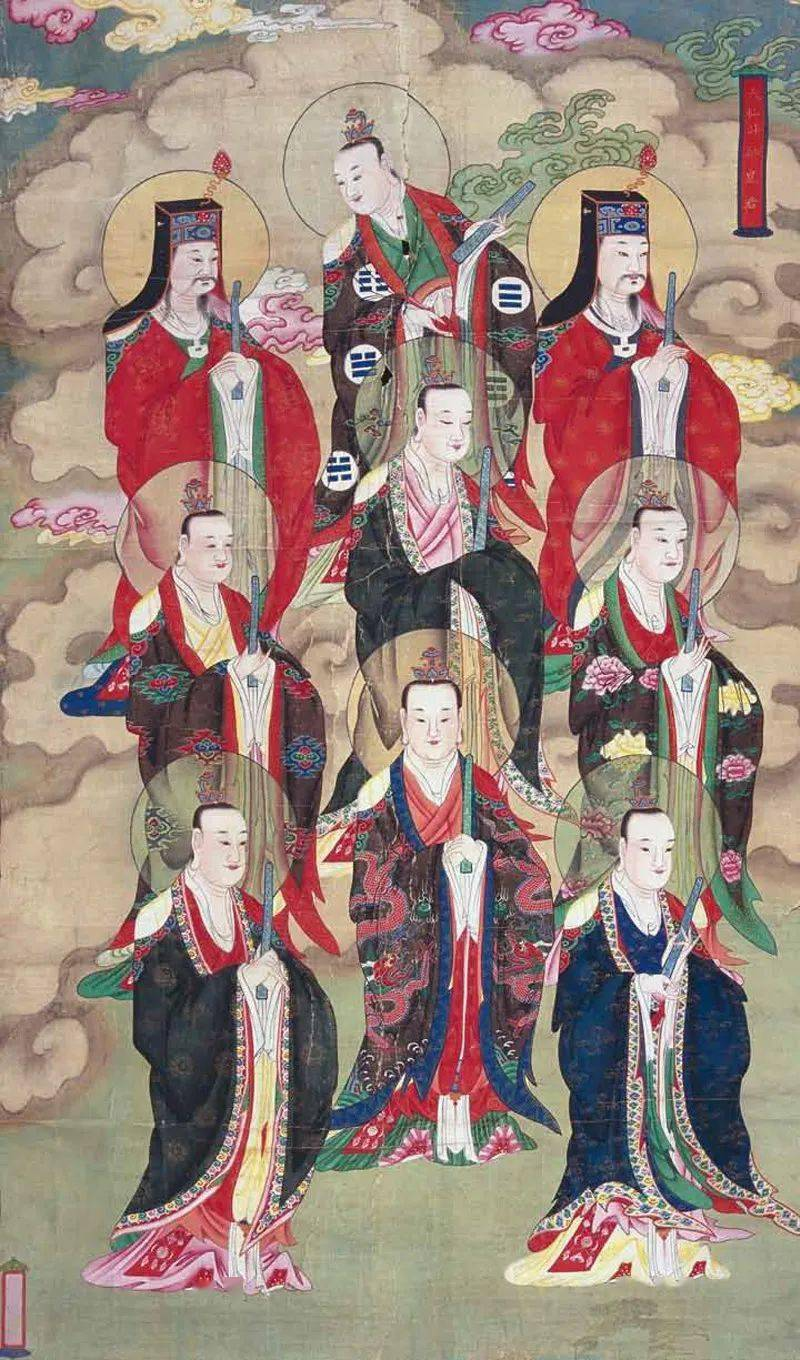
北斗九皇星君(現藏北京白雲觀)

北斗星君，或稱「大聖北斗七元君」、「消災延壽天尊」、「長生保命天尊」，與南斗星君並稱，是道教中重要的星君，掌管一切眾生的生命終點，相傳與南斗星君能夠決定人的死期，俗話說：「南斗註生，北斗註死。」
另外，北斗七星君還有為世人消災解厄的職能，《太上玄靈北斗本命延生真經》中說明，大聖北斗七元君能夠解除二十四種厄難，每個災厄皆與眾生息息相關。

## 傳說

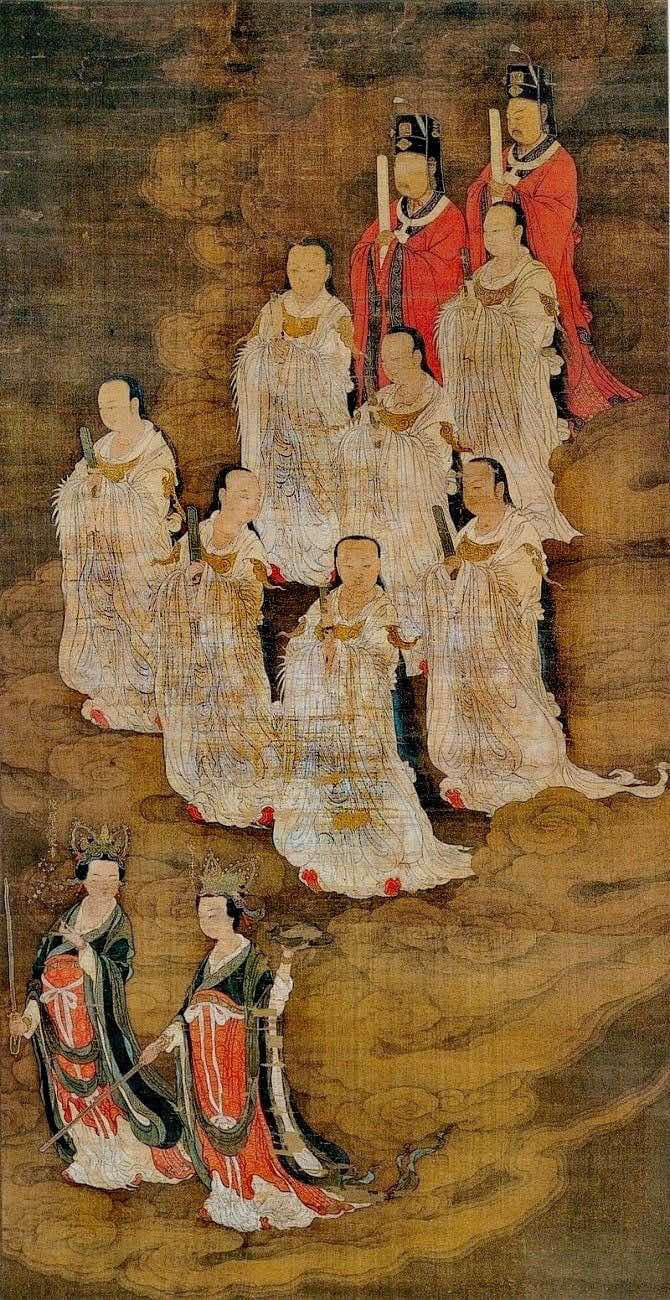
宋代北斗九皇星君，下方為擎羊陀羅使者，最上方兩位官員形象為洞明左輔大道星君以及隱光右弼上道星君

干寶的《搜神記》就記載了一則，北斗星君與南斗星君增添凡人壽命的故事：管輅見顏超，一個注定要早夭的年輕人，趁北斗星君與南斗星君在下凡對弈時，用酒肉向之求助，最後得以延壽。
管輅至平原，見顏超貌主夭亡。顏父乃求輅延命。輅曰：「子歸，覓清酒鹿脯一斤，卯日，刈麥地南大桑樹下，有二人圍位，次但酌酒置脯，飲盡更斟，以盡為度。若問汝，汝但拜之，勿言。必合有人救汝。」
顏依言而往，果見二人圍碁，頻置脯，斟酒於前。其人貪戲，但飲酒食脯。不顧數巡，北邊坐者忽見顏在，叱曰：「何故在此？」顏惟拜之。南面坐者語曰：「適來飲他酒脯，寧無情乎？」北坐者曰：「文書已定。」南坐者曰：「借文書看之。」見超壽止可十九歲，乃取筆挑上語曰：「救汝至九十年活。」顏拜而回。
管語顏曰：「大助子，且喜得增壽。北邊坐人是北斗，南邊坐人是南斗。南斗註生，北斗註死。凡人受胎，皆從南斗過北斗；所有祈求，皆向北斗。」
另外，《三國演義》第一百零三回中，諸葛亮病重，仰望星空觀見三台星黯淡無光，得知大限將至，在大帳中擺設七星燈儀祈禳北斗，以求北斗星君將孔明之名從死籍上移除，轉入生籍。

## 北斗星君聖像

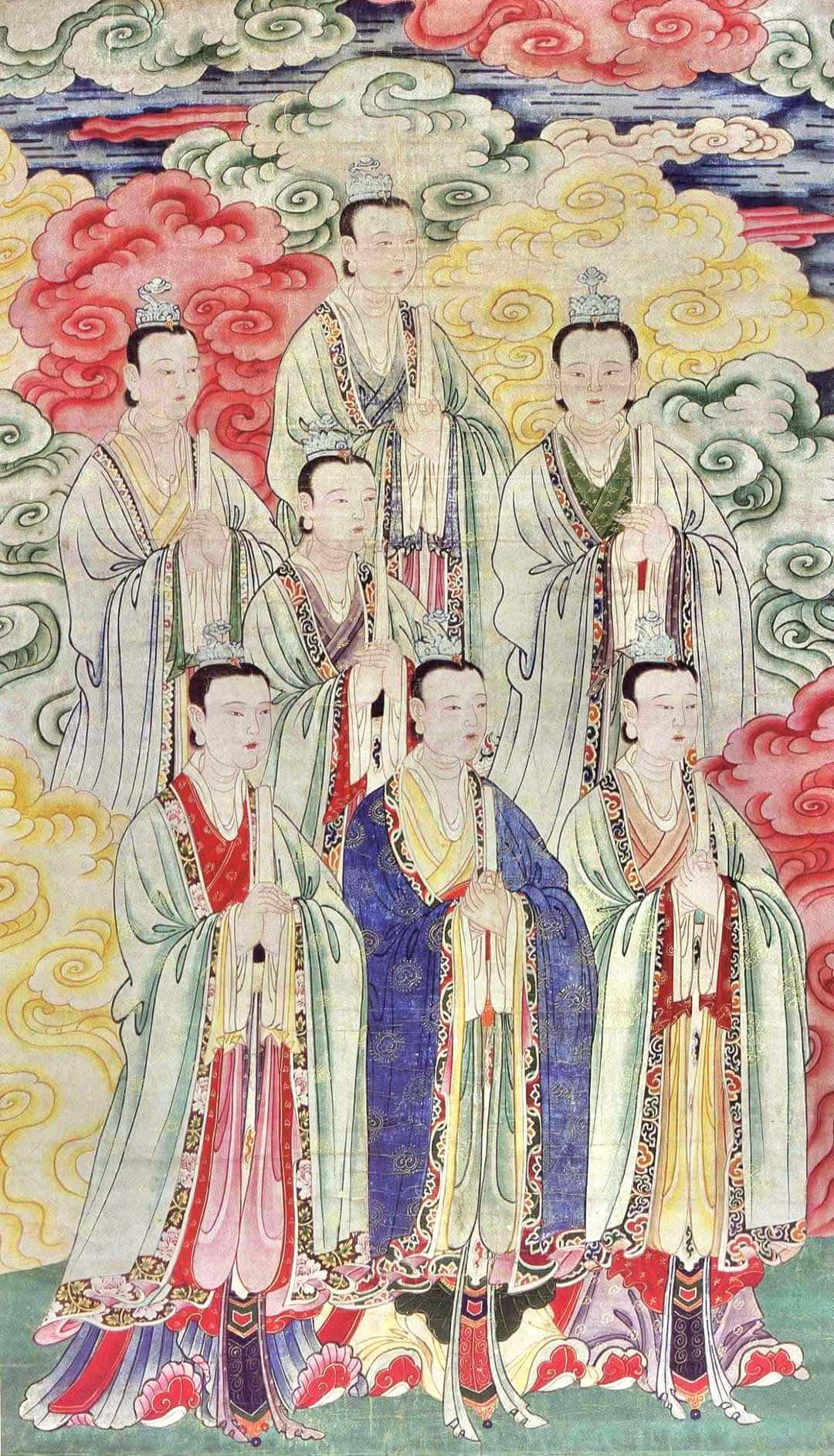
明代北斗七元君畫像，形象為七位女性真人(北京白雲觀藏)

北方壬癸水屬陰，故有些畫像之中，北斗七星君會以女相的形式出現，不少經典之中，北斗星君的形象多為女性，《太上玄靈北斗本命延生真經》之中，北斗星君的神號為「大聖北斗七元君」。元君的聖號為道教女神所用，這也是影響了星君法相的關鍵；《太上北斗二十八章經》中提到，漢明帝於終南山所遇見的北斗元君也是「見一女人，身著素衣，披髮跣足」的女性真人的形象。

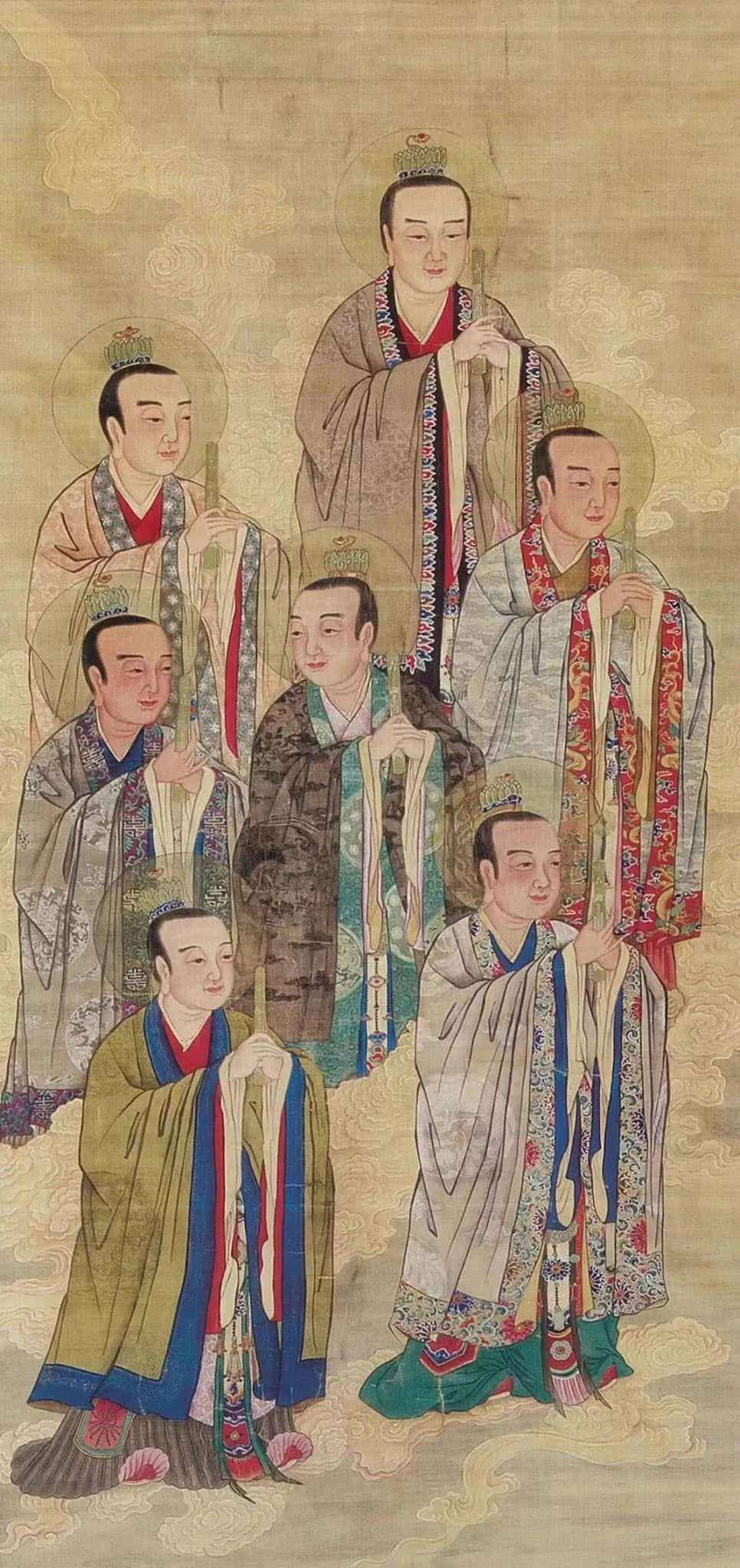
於道教水陸畫中，玄冥文曲星君(圖片正中)常會回頭望向丹元廉貞星君(圖片中左方)，以代表北斗七星「斗杓」的終點。（北京白雲觀藏）

道教中北斗星君和南斗星君分別有九位（北斗九皇）及六位（南斗六司）。但現今廟宇中常見的北斗星君皆以一尊代表。因北方水屬黑色的關係，因此廟宇中的塑像均以黑臉為主，基於民間「南斗註生，北斗註死」的說法，北斗星君聖像皆黝黑且兇惡，以符合「死亡之神」的形象；而以延壽為職的南斗星君，則以一位慈眉善目的老星君形象代表，事實上南斗星君以及北斗星君的職能非常相近，同為消災解厄、掌管世人壽命之神。

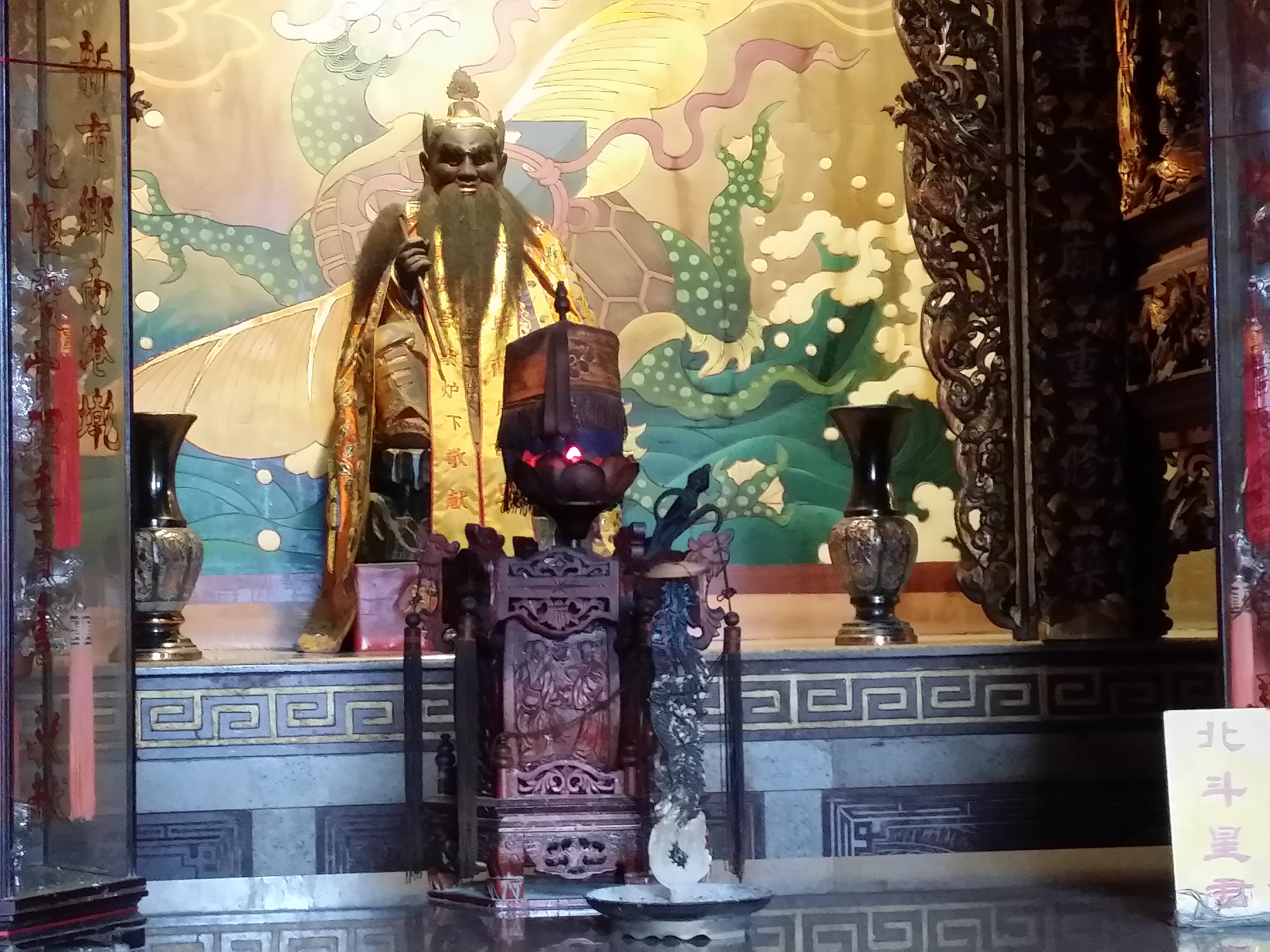
台南善化慶安宮北斗星君塑像，即是以一尊做為代表

## 北斗星君神號
- 北斗第一天樞宮陽明貪狼太星君（天樞星）。
- 北斗第二天璇宮陰精巨門元星君（天璇星）。
- 北斗第三天璣宮真人祿存貞星君（天璣星）。
- 北斗第四天權宮玄冥文曲紐星君（天權星）。
- 北斗第五玉衡宮丹元廉貞罡星君（玉衡星）。
- 北斗第六開陽宮北極武曲紀星君（開陽星）。
- 北斗第七瑤光宮天關破軍關星君（瑤光星）。

北斗又有隱星兩顆 ，分別為：
- 北斗第八洞明宮左輔大道星君（左輔星）。
- 北斗第九隱光宮右弼上道星君（右弼星）。

相傳漢朝宰相霍光的府中，有名叫「還車」的奴役，曾見到北斗的輔弼兩顆隱星大放光明，還車望空虔誠朝拜，最後享壽六百歲。

## 祭祀
九皇大帝又稱九皇星君、九皇爺、九王爺、九皇，是道教和民間傳說的星神，道教中認為九皇大帝為北斗七星君加左輔、右弼二星君的合稱。後傳入海外民間後有不同版本的訛傳，盛行於馬來西亞、新加坡、泰國、台灣等地方。
1. 詳情參見 九皇大帝